# Окленд (Мэриленд)
Окленд (англ.  Oakland ) — город и административный центр округа Гарретт в штате Мэриленд США.

## Описание
Центр округа Гарретт с 1872 года. Находится на крайнем западе Мэриленда, в горах Аллеганы недалеко от границы с Западной Вирджинией. Заложенный в 1849 году после того, как компания Baltimore and Ohio Railroad решила построить железнодорожную линию через этот район, он стал популярным туристическим направлением. Окленд остаётся центром курортной и сельскохозяйственной зоны. Ловля форели, пешие походы, катание на лодках, катание на лыжах, велосипедах, водных лыжах, охота и рафтинг являются местными видами активного отдыха. Несколько государственных парков и государственных лесов находятся поблизости. Инкорпорирован с 1862 года. Население в 2000 году — 1930; в 2010 году — 1925 жителей.

## Население
1. Н/Д[4]
2. Н/Д[5]